# Miltochrista kurilensis
Miltochrista kurilensis là một loài bướm đêm thuộc phân họ Arctiinae, họ Erebidae.